# Shion Homma
Shion Homma (本間 至恩 Homma Shion?, Niigata, 9 de agosto de 2000) es un futbolista japonés que juega como centrocampista en el Cerezo Osaka de la J1 League.

## Trayectoria

### Clubes
| Club                  | País    | Año       |
| --------------------- | ------- | --------- |
| Albirex Niigata       | Japón   | 2017-2022 |
| Club NXT              | Bélgica | 2022-2023 |
| Club Brujas           | Bélgica | 2023-2024 |
| Urawa Red Diamonds    | Japón   | 2024-     |
| Cerezo Osaka (cedido) | Japón   | 2025-     |

## Palmarés

### Títulos nacionales
| Título                      | Club        | País    | Año  |
| --------------------------- | ----------- | ------- | ---- |
| Primera División de Bélgica | Club Brujas | Bélgica | 2024 |